# My Little Love
A My Little Love Adele angol énekes-dalszerző dala a 30 (2021) című negyedik stúdióalbumáról. Adele a producerével, Greg Kurstinnel közösen írta. A dal az album harmadik számaként 2021. november 19-én vált elérhetővé, amikor a Columbia Records kiadónál megjelent. A My Little Love egy dzsessz, R&B és soul dal, 1970-es évekbeli groove-val és gospel zenei hatásokkal. A dalban Adele fiával folytatott beszélgetéseinek hangfelvételei szerepelnek, ahogyan elmagyarázza a válásának hatásait a fiú életére, és megértéséért és megbocsátásáért könyörög.
A kritikusok általában dicsérték a My Little Love-ot, és többek között Marvin Gaye munkásságához hasonlították. A kritikák kiemelték a dalban megjelenő érzelmességet és kiszolgáltatottságot, de néhányan túlzásnak találták a hangfelvételek beemelését. A szám Ausztráliában, Kanadában, Izlandon, Hollandiában, Új-Zélandon és Svédországban a Top 20-ba került, és több más országban is bekerült a Top 40-be.

## Háttér
Adele 2018-ban kezdett el dolgozni negyedik stúdióalbumán. 2019 szeptemberében adta be a válókeresetet férjétől, Simon Koneckitől, ami az albumot ihlette. Miután szorongást tapasztalt, Adele terápiás foglalkozásokra járt, és rendbe hozta elhidegült kapcsolatát az apjával. A válást követő évek megviselték őt, különösen a fiára gyakorolt hatása miatt. Adele elhatározta, hogy rendszeresen beszélget vele, amit a terapeutája tanácsára rögzített is. Ezek a beszélgetések inspirálták a stúdióba való visszatérését, és az album olyan alkotásként öltött formát, amely elmagyarázza fiának, miért hagyta el az apját.
Adele a My Little Love című dalt Greg Kurstinnel írta, aki a harmadik stúdióalbumának, a 25-nek (2015) három dalának – a Hello, a Million Years Ago és a Water Under the Bridge – producere volt. Egyik beszélgetésük során a fia azt mondta: „Nem látlak téged”. A My Little Love másnap egy stúdióban született meg, és úgy döntött, hogy a beszélgetés felvételeit beépíti a dalba, Tyler, the Creator és Skepta által inspirálva. Adele úgy vélte, hogy ez „szép húzás lehet”, és a rajongóknak betekintést adhat a magánéletébe. Felidézte, hogy a dal megalkotása feloldotta azt az érzelmi káoszt, amely akadályozta abban, hogy kifejezze az érzéseit. A dal hallgatása megnyugtatta Adele aggodalmát, hogy vajon megfelelően válaszolt-e a fia kérdéseire.
Bár Adele úgy gondolta, hogy a fia a jövőben talán nem fogja szeretni a My Little Love-ot, mégis fontos dalnak tartotta, és úgy döntött, hogy felkerül az albumra: „Valószínűleg át fog esni olyan szakaszokon, amikor tinédzserként utálni fogja... De ez egy fontos része volt annak a kirakósnak, amit az életemről próbáltam összerakni – nem az albumról –, így muszáj volt felvennem”. Az Easy on Me című dalt a 30 című album első kislemezeként 2021. október 14-én adta ki. Adele 2021. november 1-jén jelentette be a tracklistát, amely harmadik számként tartalmazta a My Little Love-ot. A dal digitálisan letölthetővé vált a november 19-én megjelent 30-ról.

## Kompozíció
A My Little Love 6 perc és 29 másodperc hosszú. Kurstin volt a dal producere, és Julian Burggal közösen hangszerelte a dalt a Los Angeles-i No Expectations stúdióban. Kurstin basszusgitáron, mellotronon, zongorán és steel gitáron, Chris Dave pedig dobon és ütőhangszereken játszott. David Campbell hangszerelte és vezényelte a vonósokat, amelyeket a kaliforniai Burbankben található EastWood Scoring Stage-ben vettek fel. Tom Elmhirst a New York-i Electric Lady Studiosban keverte a dalt, Randy Merrill pedig a New Jersey-i Edgewaterben található Sterling Soundban maszterelte.
A My Little Love egy dzsessz, R&B, és soul dal, amely Adele fiával folytatott beszélgetéseinek hangfelvételeit tartalmazza. A gospel zene és az 1970-es évek soul zenéje hatott rá. A dal egy arpeggiált késő esti bárzongora akkordmenetet és egy enyhén oszcilláló funk basszusvonalat tartalmaz. Chris Willman, a Variety munkatársa szerint a dal groove-ja egy visszafogott elektromos zongorával kezdődik, és a „hangszerelés örvényeivel” zárul. Adele mély regiszterben énekel, amit Annabel Nugent, a The Independent munkatársa úgy értékelt, hogy „a hamutartóra helyezett égő cigarettából felszálló füsthöz” hasonlít. Több kritikus a My Little Love-ot Marvin Gaye munkásságához hasonlította; Abby Aguirre, a Vogue munkatársa kiemelte annak elemeit – „szexi 70-es évekbeli groove, súlyos vonósok, súlyosabb szöveg” –, Nate Chinen, az NPR munkatársa pedig úgy vélte, hogy a hasonlóság „a dal stiláris örökségében rejlik - egészen a gyengéden csilingelő melizmáig, amely a versszak minden sorát lezárja”. Neil Z. Yeung, az AllMusic munkatársa úgy vélte, hogy a „füstös R&B produkció” a „2000-es évek eleji Alicia Keys-t” idézi, Mikael Wood, a Los Angeles Times munkatársa pedig „buja soul jamként írta le, a klasszikus Isaac Hayes visszhangjaival”.
A My Little Love szövege egy anya szemszögéből íródott, aki megértésért és megbocsátásért könyörög gyermeke felé. Adele a válásáról beszél, és bevallja, hogy bűntudata van amiatt, ahogyan ez megváltoztatta fia életét, magát „mama”-nak, őt pedig „my little love”-nak szólítja. A hangfelvételeken a fiú több kérdést is feltesz. Az első bridge során Adele megkéri, hogy mondja azt, hogy szereti őt, mire a fiú válaszol: „Millió százalékban szeretlek”. Ez változik a második bridge-ben, amikor a fiú bevallja, hogy „úgy érzi, hogy nem szeretsz engem”, mire Adele azt válaszolja, hogy jobban szereti őt, mint bárki mást. 1:54-nél azt mondja neki, hogy „mostanában sok nagy érzése volt”; kifejti, hogy zavarodottnak és elveszettnek érzi magát, miután a fiú kérleli, hogy magyarázza el, mire gondol. Biztosítja, hogy még mindig szereti az apját, hiszen fia nem létezne nélküle. A dal egy hangüzenettel zárul, amelyet Adele egy barátjának vett fel, és amelyben bevallja, hogy másnapos, szorong, paranoiás és magányos: „Úgy érzem, ma van az első nap, mióta elhagytam őt, hogy magányosnak érzem magam. Pedig sosem érzem magányosnak magam... Kicsit félek, hogy sokszor fogok így érezni”.

## A kritikusok értékelései
A kritikusok a My Little Love-ot nyersnek, őszintének és meghatónak nevezték. Gabrielle Sanchez, a The A.V. Club munkatársa úgy vélte, hogy ez egy anyáról szól, akinek szüksége van a fia támogatására, miközben bűntudatot érez, amiért ezeket az érzelmeket hordozza magában, Peter Piatkowski, a PopMatters munkatársa pedig úgy vélte, hogy „a kényelmetlenség egyre nő, ahogy a dalszövegekben megjelenített érzelmi terhek azzal fenyegetnek, hogy összeomlik az a gát, ami Adele-t tartja”.
Néhány kritikus úgy érezte, hogy a hangfelvételek beillesztése túlzás volt. Neil McCormick, a The Daily Telegraph munkatársa azon tűnődött, hogy „vajon tényleg szükségünk van-e arra, hogy otthoni felvételeket halljunk Adele-ről, amint minden baját a saját gyermekére hárítja, vagy bizonytalansági rohamokban a telefonjába bömböl”; Ilana Kaplan, a Consequence munkatársa szerint ez szükségtelen, de jól mutatja Adele lelkiállapotát. A kritikusok azt is megjegyezték, hogy a záró hangüzenetben Adele magányosságát és sebezhetőségét fejezi ki. Alexis Petridis, a The Guardian munkatársa úgy jellemezte, hogy ez „merész, nem kímélő sebmutogatás”, hasonlóan John Lennon Mother (1970) című dalához. Jill Mapes, a Pitchfork munkatársa úgy vélte, hogy ez „Adele verziója a mélypontról”, Emma Swann, a DIY munkatársa pedig „gyomorszorító csúcspontnak” nevezte.
A kritikusok a My Little Love-ot a 30 egyik legérzelmesebb dalának tartották és úgy vélték, hogy több sebezhetőséget mutat, mint Adele korábbi munkái. A Slant Magazine-nak írva Eric Mason úgy találta, hogy Adele megerősítése a fia iránti szeretetéről sokkal őszintébb szomorúságérzetet kelt, mint a korábbi, szívfájdalom témájú dalai. Az Exclaim! munkatársa, Kyle Mullin szerint a dal jól példázza az előző évtizedben megjelent számainak tematikus fejlődését.
David Cobbald, a The Line of Best Fit munkatársa úgy vélte, hogy a My Little Love az albumon a legjobban mutatja meg Adele kreativitását és képességeit. Jason Lipshutz a Billboardtól a 11. helyre rangsorolta a dalt az album számai között, és úgy fogalmazott, hogy „Adele még soha nem volt merészebb a dalépítésben”. A Rolling Stone a 24. helyre sorolta a dalt Adele diszkográfiájának 2021-es rangsorában.

## Kereskedelmi teljesítmény
Az Egyesült Királyságban a „My Little Love” az ötödik helyen debütált az Official Audio Streaming Charton. A dal a 23. helyen szerepelt az amerikai Billboard Hot 100-as listáján. A Canadian Hot 100-as listán a 14. helyen végzett. Ausztráliában a My Little Love a 11. helyet érte el. A dal Új-Zélandon a 10. helyen szerepelt a listán. A Billboard Global 200-as listán a 12. helyen végzett. A My Little Love több nemzeti slágerlistán is szerepelt: Izlandon az 5., Hollandiában a 14., Svédországban a 16., Portugáliában a 33., Norvégiában a 35., Dániában a 37., Franciaországban a 66. helyen. A dal arany minősítést kapott Brazíliában.

## Közreműködők
Közreműködők listája a 30 albumfüzete alapján.
- Greg Kurstin – producer, dalszerzés, hangmérnök, basszusgitár, mellotron, zongora, pedal steel gitár
- Adele – dalszerzés
- Julian Burg – hangmérnök
- Chris Dave – dobok, ütős hangszerek
- David Campbell - húros hangszerelés, karmester
- Randy Merrill – maszterelés
- Tom Elmhirst – hangkeverés

## Helyezések
| Lista (2021)                            | Legjobb helyezés |
| --------------------------------------- | ---------------- |
| Ausztrália (ARIA)                       | 11               |
| Dánia (Tracklisten Top 40)              | 37               |
| Egyesült Királyság (UK Streaming Chart) | 5                |
| Franciaország (Single Top 100)          | 66               |
| Global 200 (Billboard)                  | 12               |
| Hollandia (Single Top 100)              | 14               |
| Izland (Tónlistinn)                     | 5                |
| Kanada (Canadian Hot 100)               | 14               |
| Norvégia (VG-lista)                     | 35               |
| Portugália (AFP Top 100 Singles)        | 33               |
| Svédország (Sverigetopplistan)          | 16               |
| Új-Zéland (Recorded Music NZ)           | 10               |
| US Billboard Hot 100                    | 23               |

## Minősítések
| Régió                                                            | Minősítés | Eladott példányszám |
| ---------------------------------------------------------------- | --------- | ------------------- |
| Brazília (Pro-Música Brasil)                                     | arany     | 20 000‡             |
| ‡ Eladási+streaming példányszámok kizárólag a minősítés alapján. |           |                     |

## Fordítás
Ez a szócikk részben vagy egészben  a   My Little Love című angol Wikipédia-szócikk fordításán alapul.  Az eredeti cikk szerkesztőit annak laptörténete sorolja fel. Ez a jelzés csupán a megfogalmazás eredetét és a szerzői jogokat jelzi, nem szolgál a cikkben szereplő információk forrásmegjelöléseként.